# Admir Kršić
Admir Kršić, slovenski nogometaš, * 7. november 1982, Novo mesto.
Kršić je nekdanji profesionalni nogometaš, ki je igral na položaju vezista. Celotno kariero je igral za slovenske klube Elan, Gorico in Ankaran. Skupno je v prvi slovenski ligi odigral 252 tekem in dosegel 18 golov za Gorico, s katero je osvojil tri zaporedne naslove slovenskega državnega prvaka v sezonah 2003/04, 2004/05 in 2005/06 ter slovenski pokal leta 2002. Bil je tudi član slovenske reprezentance do 20 in 21 let.